# Prinzeßhof

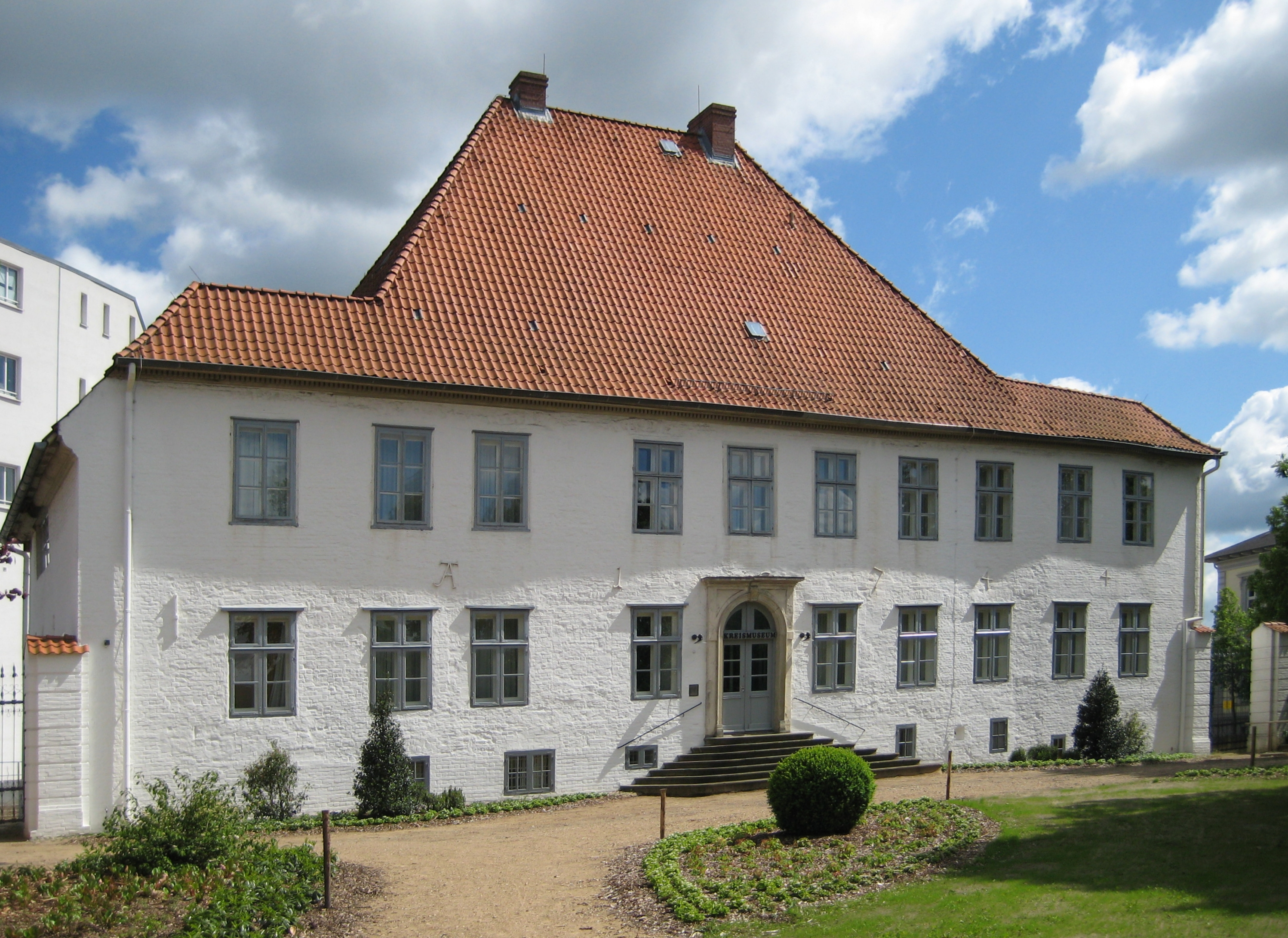
Der Prinzeßhof in Itzehoe, Blick auf die Gartenfassade

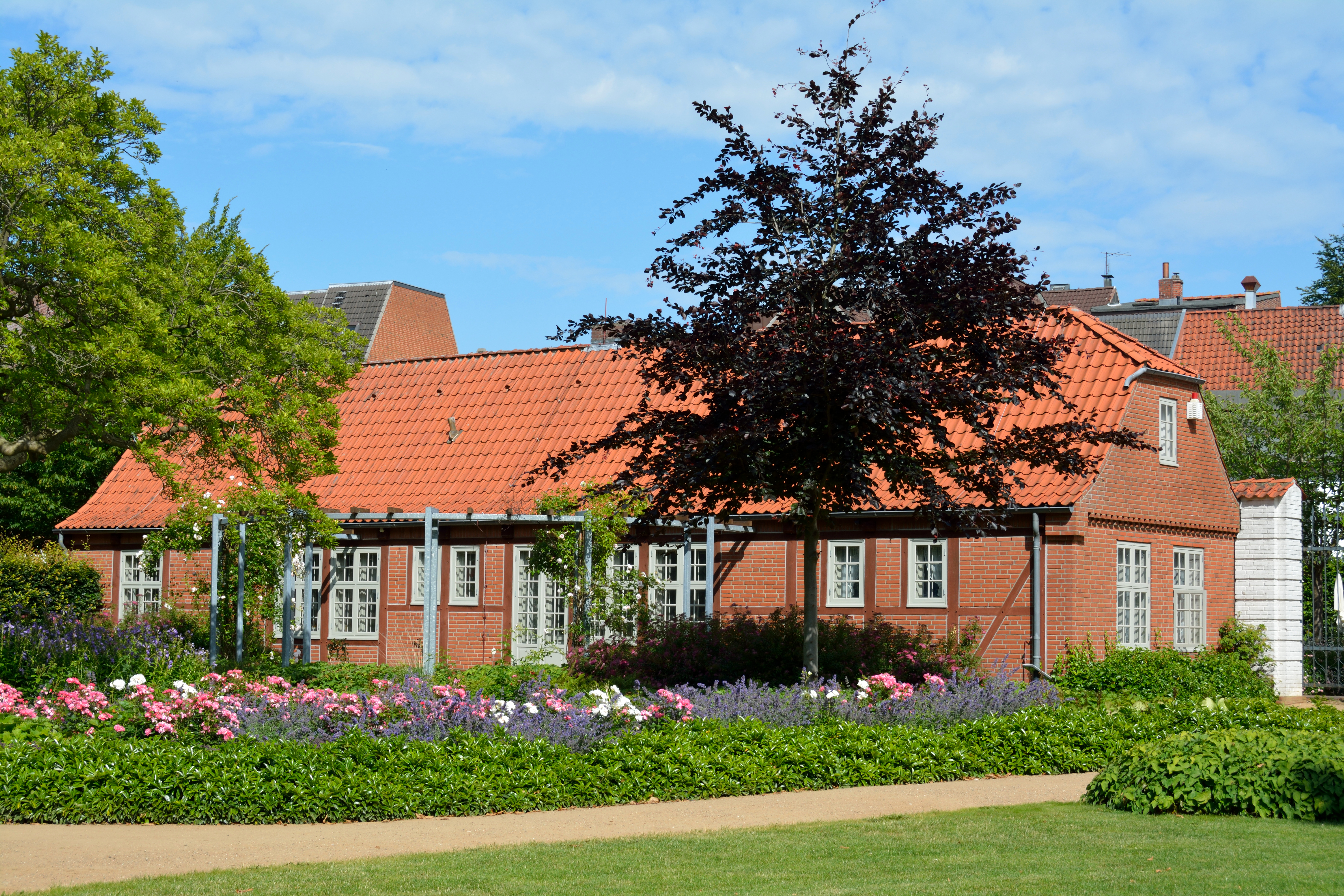
Das Gartenhaus, oft auch als Kutscherhaus bezeichnet

Der Prinzeßhof oder auch Thienenhof in Itzehoe in Schleswig-Holstein ist ein ehemaliges Adelspalais, das in seinen ältesten Bauteilen aus dem 16. Jahrhundert stammt. Es ist das bedeutendste profane Bauwerk der Stadt und beherbergt das Kreismuseum des Kreises Steinburg.

## Der Prinzeßhof
Ein Gebäude an der Stelle des heutigen Prinzeßhofs wurde im Jahr 1556 erstmals schriftlich genannt. Es diente als Wohnhaus des Itzehoer Klosters. 1569 erwarb der Steinburger Amtmann Otto von Thienen das Grundstück, er errichtete darauf ein Doppelhaus und bezeichnete es fortan als Thienenhof. Der Hof diente der Familie von Thienen die nächsten 80 Jahre als Wohnhaus. Die folgende Zeit des Dreißigjährigen Krieges überstand der Prinzeßhof, als eines der wenigen Gebäude Itzehoes, weitgehend unbeschadet.
1674 fand unter dem Amtmann Niklas von Brüggemann eine umfangreiche Erweiterung statt: Das Gebäude wurde um ein Drittel vergrößert und mit einem hohen Walmdach versehen, dem Geschmack der Barockzeit entsprechend wurde das Mittelportal neu gestaltet.
Das Palais kann bis zu Beginn des 19. Jahrhunderts eine Anzahl unterschiedlichster Bewohner vorweisen, es wurde den Bedürfnissen der Zeit entsprechend öfter umgebaut und die Ausstattung erneuert. Das Haus diente mehreren Amtmännern als Wohn- und Verwaltungssitz, war im Besitz der adligen Familie Blome und des Grafen Rochus Friedrich zu Lynar. Ab 1807 war es die kurzzeitige Residenz des vor Napoléon ins Exil geflohenen Kurfürsten Wilhelm I. von Hessen-Kassel. Nach 1810 erhielt der Prinzeßhof seinen klassizistischen Festsaal. Das Haus diente von da an verschiedenen Prinzessinnen als Wohnstatt und erhielt so seine heutige Bezeichnung. Zu den Bewohnerinnen zählten auch drei Äbtissinnen des Damenstifts Itzehoe: von 1810 bis 1860 Juliane zu Hessen-Kassel – eine Tochter des holsteinischen Statthalters Karls von Hessen-Kassel – sowie Luise (von 1860 bis 1894) und Marie (von 1894 bis 1941) von Schleswig-Holstein-Sonderburg-Glücksburg. 1958 wurde das Gebäude an die Stadt Itzehoe verkauft, die hier kurzzeitig das Sozialgericht und den Kreisbauernverband unterbrachte.

## Das Kreismuseum
1964 erhielt das Kreismuseum einige Räume des Prinzeßhofs zugewiesen und wurde nach und nach in das Gebäude integriert. Ab 1984 fand eine vollständige Sanierung des Hauses statt. Das Kreismuseum widmet sich in verschiedenen Schauräumen der Geschichte des Kreises Steinburg. Dabei stellt der Prinzeßhof einen Teil der Geschichte dar und in einigen Räumen, zum Beispiel im sogenannten Biedermeierzimmer, wird die Wohnkultur vergangener Zeiten präsentiert. Das Fehrs-Zimmer präsentiert den Nachlass des niederdeutschen Dichters Johann Hinrich Fehrs. Ein weiterer Schwerpunkt ist die Zementindustrie (ein ehemals in Itzehoe – siehe Planet Alsen – und heute im benachbarten Lägerdorf bedeutender Gewerbezweig). Zudem finden im Museum Sonderausstellungen zu wechselnden Themen statt.

## Prinzeßhofpark
Der an das Kreismuseum angrenzende Prinzeßhofpark wurde in den Jahren 2006 bis 2008 umgestaltet. Im Zuge dieser Erneuerung wurden drei Skulpturen aus Cortenstahl aufgestellt. Der Entwurf stammt von Anthony Newsom und zeigt die Namensgeberinnen des Parks.

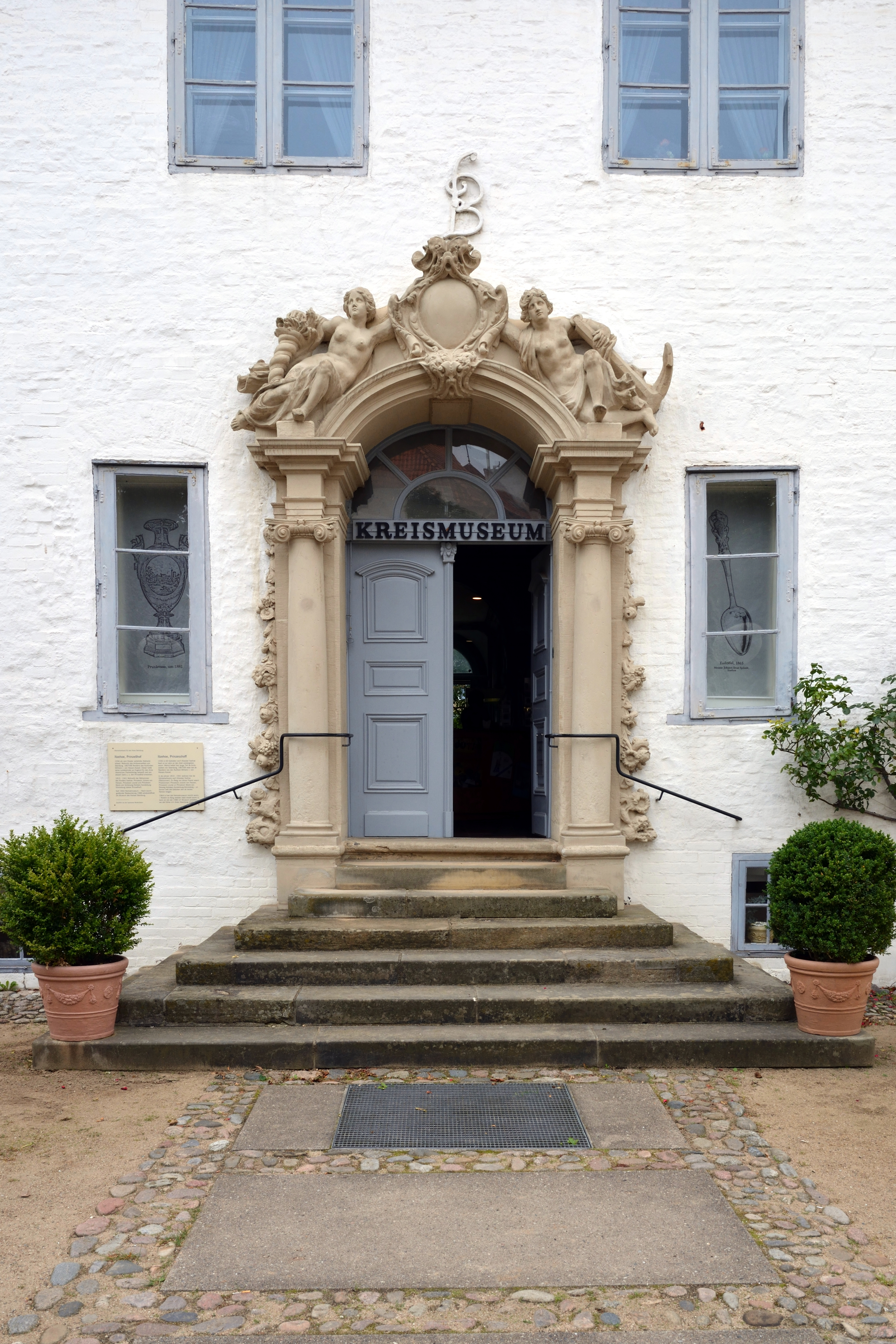
Museumseingang
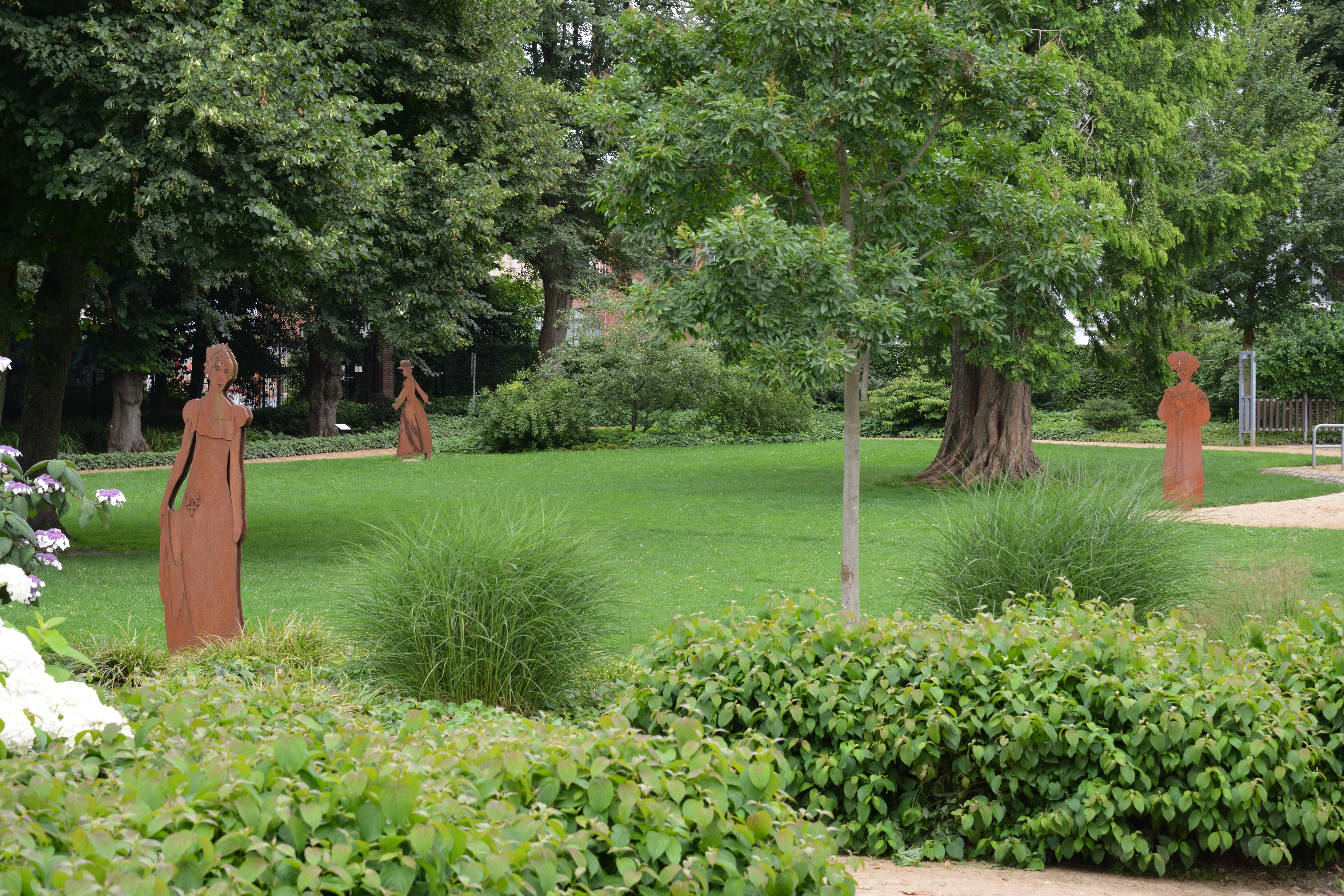
Blick in den Park
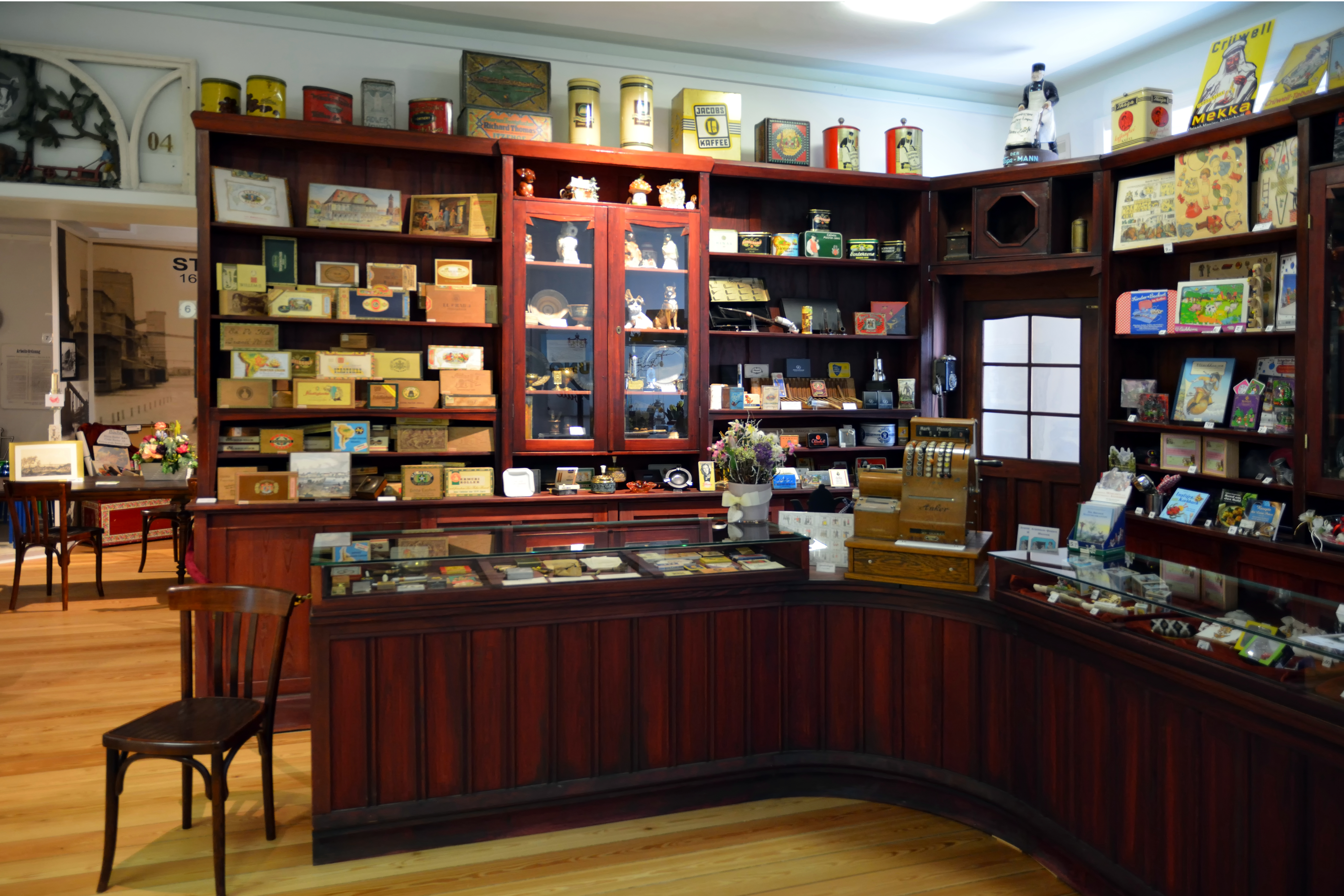
Ausstellungsraum „Tabakladen“